# Herbert Lauermann
Herbert Lauermann (* 7. November 1955 in Wien) ist ein österreichischer Komponist.

## Ausbildung und berufliche Tätigkeit
Herbert Lauermann absolvierte private Musikstudien von 1970 bis 1975 bei Ernst Vogel, von 1975 bis 1979 studierte er an der Universität für Musik und darstellende Kunst Wien Musikerziehung und am selben Institut von 1979 bis 1983 Komposition bei Erich Urbanner. Von 1976 bis 1998 unterrichtete er am Bundesgymnasium und Bundesrealgymnasium in Stockerau Musikerziehung. Seit 1987 ist er Lehrer für Tonsatz an der Universität für Musik und darstellende Kunst in Wien und seit 2003 am selben Institut außerordentlicher Universitätsprofessor für Komposition.

## Künstlerische Tätigkeiten
Herbert Lauermann arbeitet als Komponist für das Festival Carinthischer Sommer, das Donaufestival, die Kammermusiktage in Schloss Eckartsau, den Musikverein Wien, die Gesellschaft für Musikfreunde, den Westdeutschen Rundfunk, den Österreichischen Rundfunk, dem Ensemble Continuum New York, das Festival Steirischer Herbst, die Wiener Kammeroper, die Dresdner Tage der zeitgenössischen Musik, das Wiener Mozartjahr 2006, das Theater Ulm und ARBOS – Gesellschaft für Musik und Theater, von denen er auch zahlreiche Kompositionsaufträge erhalten hat. 
Neben seiner Kompositionstätigkeit für Solisten, Kammerensembles und Orchester liegt ein Schwerpunkt seiner Tätigkeit auf dem Musiktheater. Sein Werk Kar - Musiktheater für Berg (Libretto: Christian Fuchs) wurde 1994 im unteren Hohlgang der Staumauer der Sperre des Großen Mühldorfer Sees am Reisseck in 2500 Meter Seehöhe von ARBOS - Gesellschaft für Musik und Theater in Zusammenarbeit mit der Reisseck-Malta-Touristik (RMT), der Österreichischen Draukraftwerke AG (ÖDK) und dem Verbund uraufführt. Der Raum in der Staumauer hat eine Nachhallzeit von etwa drei bis fünf Sekunden und eine Raumtemperatur von vier bis sechs Grad Celsius. Diese Faktoren mussten von Lauermann bei der Komposition des Werkes mitberücksichtigt werden. Die Geschichte des Librettos geht auf eine wahre Begebenheit aus dem Jahr 1972 zurück: eine alte Frau wird nach Jahrzehnten mit der (jungen) Leiche ihres Bräutigams konfrontiert; er war vom Gletscher freigegeben worden: Kurz darauf stirbt sie, nachdem sie das Hochzeitskleid anprobiert hatte. Beide sind im selben Grab beigesetzt worden. Der Librettist Christian Martin Fuchs verarbeitete im Libretto noch Zitate aus Das Bergwerk von Falun von E.T.A. Hoffmann und Unverhofftes Wiedersehen von Johann Peter Hebel sowie das Buch Kohelet. Der musiktheatralische Ansatz des Regisseurs Herbert Gantschacher bestand nun darin, in „Räumen“, die kein „normales“ Theater zulassen, ein einfaches Drama zu erzählen: das Drama einer Frau, das Drama des Lebens, das im Kreislauf der Natur, des Werdens und Vergehens vorüberzieht: das Leben, das nicht gelebt wird.

## Auszeichnungen
- 1980: Förderungspreis der Theodor-Körner-Stiftung
- 1981: Staatsstipendium für Komposition der Republik Österreich
- 1982: Förderungspreis des Landes Niederösterreich
- 1985: Staatsstipendium für Komposition der Republik Österreich
- 1990: Förderungspreis des Bundesministeriums für Unterricht, Kunst und Kultur für die Oper Wundertheater
- 1994: Preis der „Austro-Mechana“
- 1994: Maecenas-Preis für Kar
- 2000: Preis der Stadt Wien für Musik[1]
- 2001: Würdigungspreis für Musik des Landes Niederösterreich
- 2006: Goldenen Ehrenzeichen für die Verdienste um die Republik Österreich[2]

## Werke (Auswahl)

### Kompositionen
- "Verbum I - für Klavier" 1978
- "Equus I - für Kammerensemble und Sprechstimme" 1979
- "Verbum II - für Violine Solo" 1980
- "Kammersymphonie - für 11 Instrumente" 1984
- "Phantasy on me - für Orchester" 1984/1985
- "Round - für Frauenstimme, Klarinette, Violine und Klavier" 1986
- "Bagatellen - für Saxophonquartett" 1986
- "Caccia - ("AH! Dov´è il perfido?") - für Orchester" 1989
- "Desert - für Kammerorchester" 1990
- "Höhlenmusik für fünf Blechbläser" 1991
- "Sinfonietta - für Orchester" 1993
- "Waves - für (Hammer-)Klavier Solo" 1994/1995
- "Verbum IV - "An die Sonne" für großes Orchester" 1995
- "Pasticcio - für Streicher (in memoriam Ernst Vogel)" 1997
- "Vater unser - Meditation für gemischten Chor und Orgel" 2005
- "Raddar - Sprach-Klang-Collage" 2005/2008
- "Bäslebrief - für Sprechchor, Klavier, Keyboard und CD-Player" 2005

### Musiktheater
- Simon. Kirchenoper, Uraufführung 1983 in Ossiach durch den Carinthischen Sommer.
- Das Ehepaar. Psychologisches Kammerstück nach der Novelle von Francisco Tanzer, Libretto eingerichtet von Francisco Tanzer und Herbert Gantschacher, Uraufführung 1986 an der Wiener Kammeroper, Deutsche Erstaufführung 1996 an der Semperoper in Dresden im Rahmen der Dresdner Tage für zeitgenössische Musik durch ARBOS - Gesellschaft für Musik und Theater.
- Wundertheater. Oper mit Libretto von Christian Martin Fuchs, Uraufführung 1987 an der Wiener Kammeroper.
- Wundertheater. Fassung für kleines Orchester, Uraufführung 1990 im Rahmen der „Woche der Begegnung“ in Klagenfurt.
- Prolog und Epilog für das szenische Konzert Ein Schweigen voller Klänge mit gehörlosen Schauspielern und Kammermusikensemble, Uraufführung 1992 im Theater Akzent in Wien durch ARBOS - Gesellschaft für Musik und Theater mit Aufführungen in Salzburg, Innsbruck, Klagenfurt und dem Staatsschauspiel Dresden.
- Kar - Musiktheater für den Berg. Libretto von Christian Martin Fuchs, Uraufführung im unteren Hohlgang der Staumauer des Großen Mühldorfer Sees am Reisseck in Kärnten in 2500 Meter Seehöhe durch ARBOS - Gesellschaft für Musik und Theater.
- Schwarz-Weiss. Komposition zum musikalisch-literarischen Schach, Uraufführung 1998 beim Donaufestival in Krems an der Donau durch ACCUS mit Aufführungen in Scheibbs, Wien, St. Pölten, Salzburg, Mürzzuschlag, Erfurt, Ruse.
- Die Befreiung. Oper in zwei Akten nach einem Roman von Francisco Tanzer, Uraufführung 2001 durch das Theater Ulm.
- Coloman der Prozess. Musiktheater für gemischten Chor, Uraufführung 2004 beim Weinviertelfestival in Stockerau.